# Yasmin Lee
Yasmin Lee   (Bangkok, 3 de juny de 1983) és una actriu porno i model transsexual estatunidenca. Yasmin va néixer a Tailàndia, els seus pares eren refugiats cambodjans. La seva família, inicialment es va traslladar a viure a les Filipines, però finalment, es van establir en el Comtat d'Orange, a Califòrnia. Es va enrolar en la marina dels Estats Units amb 18 anys, però la va abandonar aviat a causa de la seva identitat de gènere i va iniciar una carrera com a drag-queen i artista de maquillatge. Va treballar per al grup The Pussycat Dolls, actrius de Hollywood i en vídeos musicals.
Després de declarar la seva transsexualitat, va abandonar el seu treball de maquilladora per por de ser víctima de la transfòbia i va començar a treballar com a assistent en rodatges de cinema pornogràfic. Després va treballar com a directora de càsting de pel·lícules porno, fins que va assumir el seu rol de dona i va començar la seva carrera com a actriu en el món del cinema per a adults. En la seva carrera d'actriu pornogràfica va participar en més de 86 pel·lícules només durant els 7 primers anys. Ha estat dues vegades nominada per un premi AVN Award pel seu treball en el camp de la pornografia transsexual. A més del seu treball d'actriu pornogràfica, ha realitzat també, aparicions especials en diversos shows televisius. A més, ha intervingut en unes poques pel·lícules no-pornogràfiques: en una producció de terror i en una comèdia l'any 2011 (The Hangover Part II), que fou la que li va portar més fama, amb una escena en què fou la primera dona transsexual en fer un nu integral frontal en escena.
En el vessant d'activisme, el 2011 Lee va aparèixer en una taula rodona sobre els drets LGBT amb la Unió Americana per les Llibertats Civils.

## Premis
- 2008 AVN Award for Transsexual Performer of the Year (nominació)[4]
- 2009 AVN Award for Transsexual Performer of the Year (nominació)
- 2012 Kink.com's award for Kinkiest T-Girl Domme[5]